# Anthony Pullard
Anthony Quinn Pullard (DeQuincy, Luisiana; 23 de junio de 1966) es un exjugador de baloncesto estadounidense. Con 2,08 de estatura, su puesto natural en la cancha era el de ala-pívot.

## Trayectoria
- DeQuincy High School
- Universidad de McNeese State (1985-1990)
- CAB Loja (1990-1991)
- Lovaina (1991-1992)
- New haven Skyhawks (1992)
- Milwaukee Bucks (1992-1993)
- Rockford Lightning (1993)
- Club Bàsquet Girona (1993)
- Sioux Falls Skyforce (1994)
- Gigantes de Carolina (1995)
- Ovarense (1995-1996)
- Deportivo Roca (1997)
- Ortakoy Spor (1997)
- Cordon Atlético (1997-1998)